# Banasa

Mapa da cidades romanas do Norte de África

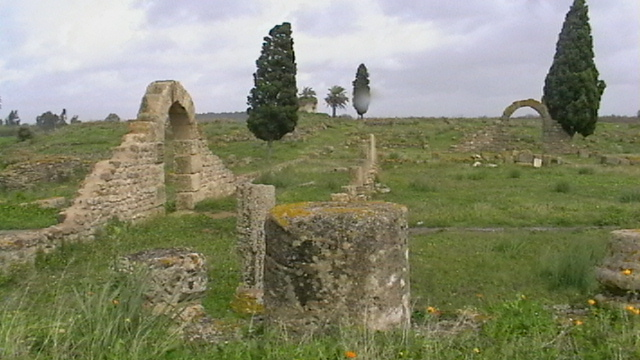
Vista das ruínas

Banasa é um sítio arqueológico no noroeste de Marrocos, situado na planície do Gharb, na margem esquerda do rio Cebu, 55 km a sudoeste de Alcácer-Quibir e 65 km a nordeste da de Kenitra. No local, atualmente chamado Sidi Ali Boujenoun, ergueu-se a cidade romana de Júlia Valência Banasa (Julia Valentia Banasa), a qual foi fundada sobre um assentamento de origem fenícia e cartaginesa.
Julia Valentia Banasa, uma das colónias romanas da província da Mauritânia Tingitana, foi fundada entre 33 e 25 a.C. pelo imperador Augusto e povoada por veteranos da batalha de Áccio. No início do reinado de Marco Aurélio (r. 161–180), a cidade foi rebatizada como Colônia Aurélia (Colonia Aurelia). Em 285 d.C., a Mauritânia Tingitana foi reduzida aos territórios situados a norte de Lixo, e Banasa foi abandonada.[carece de fontes?]
Entre as ruínas encontram-se os elementos característicos de uma cidade romana: um fórum com uma basílica, um capitólio e termas, bem como ruas com um padrão regular. Muitos dos edifícios datam do início do século III d.C. O nome latino Valentia significa "jovem", "poderoso" e é comparável a outras colónias romanas, como Valência em Espanha e Valence em França. Augusto fundou pelo menos doze colónias na Mauritânia, apesar desta ser então um reino reino satélite e ainda não se ter tornado uma província do Império. Outras cidades romanas importantes relativamente próximas de Banasa foram Chellah e Volubilis;[carece de fontes?] esta última tem em comum com Banasa a existência duma basílica e o padrão regular das ruas.

## História
Vários séculos antes da chegada dos romanos, o sítio conheceu uma forte presença fenícia e cartaginesa, que se manifesta em particular no artesanato florescente, testemunhado pelos numerosos fornos de cerâmica que foram encontrados. É provável que no início da ocupação romana Banasa não fosse mais que um campo militar cercado por um fosso, mas os contornos da cidade começaram rapidamente a desenhar-se. Surgiram ruas em ângulo reto, um fórum cercado de pórticos, uma basílica judiciária, um templo com seis celas e meia dúzia de termas, duas das quais privadas. A quantidade dessas termas pode parecer surpreendente quando se sabe que a população não deveria ultrapassar os 3 000 habitantes. A explicação para essa desproporção aparente pode encontrar-se no facto dessas infraestruturas terem sido planeadas para suportar o afluxo de populações rurais nos dias de mercado.[carece de fontes?]
O rio Cebu, a que Plínio, o Velho chama "Subur", parece ter todo um papel importante na evolução urbana da cidade. A inexistência de pedreiras no Garbe obrigava ao uso de embarcações de fundo chato para transportar para a cidade grés dunar da costa atlântica e de monólitos de calcário cinzento das pedreiras de Zerune. Banasa encontrava-se numa área que domina uma planície particularmente fértil. Numerosas inscrições, em particular diplomas militares gravadas em bronze, atestam que os primeiros proprietários de terras foram veteranos que, que ali se instalaram uma vez terminado o serviço militar.[carece de fontes?]
Os habitantes da cidade eram maioritariamente comerciantes e tinham um gosto pronunciado por objetos de arte. As termas e algumas casas eram pavimentadas com mosaicos com desenhos geométricos, figurativos e mitológicos, que incluem cruzes de Malta, cruzes gamadas, nós górdios, tranças, peixes, etc. Um mosaico, que não foi possível salvar, representava Eros e Psiquê. No mosaico das chamadas "termas com frescos", é representado um tritão rodeado duma multidão de peixes. Foram descobertas numerosas estelas que apresentam vestígios de pés de estátuas de divindades como Ísis e Minerva e de pessoas particulares. Outros achados incluem uma quantidade importante de estatuetas de bronze, objetos de mobiliário também de bronze, objetos de higiene e beleza em osso, moedas de bronze, prata e ouro, joias em ouro (brincos, pingentes e medalhas de colar, anéis), colares de bronze, de pérola de vidro e de pedras semipreciosas.[carece de fontes?]
A vida da cidade aparenta ter sido calma durante três séculos, mas no fim do século III, Roma diminuiu os efetivos militares na região devido às ameaças que aumentava em todas as suas fronteiras na Europa e na Ásia, levando à evacuação da cidade. Não se encontram vestígios de qualquer ocupação no século IV.[carece de fontes?]